# Trentepohlia (Mongoma) cachani
Trentepohlia (Mongoma) cachani is een tweevleugelige uit de familie steltmuggen (Limoniidae). De soort komt voor in het Afrotropisch gebied.